# Jezioro Gielądzkie
Jezioro Gielądzkie – jezioro rynnowe w Polsce w województwie warmińsko-mazurskim, w powiecie mrągowskim, w gminie Sorkwity.

## Położenie
Jezioro leży na Pojezierzu Mazurskim, w mezoregionie Pojezierza Mrągowskiego. Zbiornik wodny jest położony w zlewni Krutyni. Ma bezpośrednie połączenie poprzez cieki wodne z Jeziorem Zyndackim od północy, z Jeziorem Lampackim od południa i z jeziorem Pustnik Mały na zachodzie. W okolicach brzegów położone są wsie: Sorkwity, Stary Gieląd, Pustniki, Młynik, a także Bałowo – część wsi Zyndaki. Na jeziorze znajduje się siedem wysp, w tym Ostrów Wielki. Jeden z półwyspów, położony we wschodniej części, nosi nazwę Wróbelki. Nad akwenem znajduje się publiczne kąpielisko.
Zgodnie z typologią abiotyczną zbiornik wodny został sklasyfikowany jako jezioro o wysokiej zawartości wapnia, o dużym wypływie zlewni, stratyfikowane, leżące na obszarze Nizin Wschodniobałtycko-Białoruskich (6a).
Jezioro jest wykorzystywane gospodarczo przez Gospodarstwo Rybackie Mrągowo. Leży na terenie obwodu rybackiego Jeziora Gielądzkie w zlewni rzeki Pisa – nr 35. Na jego terenie obowiązuje strefa ciszy.
Nad brzegiem odkryto grupę kopców o charakterze grodzisk stożkowych.

## Morfometria
Według danych Instytutu Rybactwa Śródlądowego powierzchnia zwierciadła wody jeziora wynosi 475,5 ha. Średnia głębokość zbiornika wodnego to 6,8 m, a maksymalna to 27,0 m. Lustro wody znajduje się na wysokości 133,8 m n.p.m. Objętość jeziora wynosi 32 518,8 tys. m³. Zgodnie z badaniem z 1999 przyznano akwenowi III klasę czystości.
Inne dane uzyskano natomiast poprzez planimetrię jeziora na mapach w skali 1:50 000 według Państwowego Układu Współrzędnych 1965, zgodnie z poziomem odniesienia Kronsztadt. Otrzymana w ten sposób powierzchnia zbiornika wodnego to 431,0 ha.

## Przyroda
W przeszłości na jednej z wysp na jeziorze porośniętych grądem subkontynentalnym (Tilio-Carpinetum betuli) w pobliżu wsi Pustnik znajdowała się kolonia kormoranów i czapli, jednak w wyniku wycinki drzew z 1986, a także odstrzałów z 1988, wszystkie ptaki zostały przepędzone.
Na wschód od jeziora, w kompleksie leśnym znajduje się Specjalny Obszar Ochrony Siedlisk „Gązwa”.